# Linda Hutcheon
Linda Hutcheon, född 24 augusti 1947 i Toronto, är professor emeritus i engelska och komparativ litteratur vid University of Toronto, där hon har undervisat sedan 1988. Hennes specialitet är postmodernistiska teoribildningar. Bland hennes många publicerade boktitlar återfinns exempelvis The Politics of Postmodernism (Routledge, 1989). Hutcheon har myntat termen "historiografisk metafiktion" (engelska: historiographic metafiction), en beteckning för de litterära verk som enligt henne är karakteristiska för postmodernistisk skönlitteratur.